# Chrysozephyrus bhutanensis
Chrysozephyrus bhutanensis is een vlinder uit de familie van de Lycaenidae. De wetenschappelijke naam van de soort is voor het eerst geldig gepubliceerd in 1957 door Howarth.